# 蒼樹山秀樹
蒼樹山 秀樹（あおぎやま ひでき、1970年2月18日 - ）は、滋賀県彦根市出身で時津風部屋所属の元大相撲力士。現在は年寄・枝川。本名は寺木秀樹（てらき ひでき）。身長181cm、体重153kg。最高位は西前頭筆頭（1996年7月場所、1998年5月場所）。得意技は突っ張り、押し。趣味はパチンコ、テレビゲーム、音楽鑑賞。愛称にはテラーキ、アオちゃん、血液型はB型。

## 人物
飲食店の次男坊に生まれ、小中時代は野球をやっていたが、先に大相撲入りしていた兄の廃業を機に意志を継ぐ形で大相撲入りを決意、彦根市立東中学校卒業後の1985年3月場所初土俵。
前相撲は一番出世だったものの、序ノ口に付いてから10連敗した。その後は順調に番付を上げて行き1991年11月場所、寺木の本名で十両に昇進した。新十両の場所は4勝11敗と大きく負け越して翌場所に幕下に陥落。陥落した1992年1月場所に四股名を蒼樹山に改めている。5月場所で十両に復帰してからは十両に定着し、1993年3月場所に新入幕を果たした。当初は十両との往復が続いたが、1995年11月場所に4度目の入幕をしてからは幕内に定着。1997年7月場所には東前頭2枚目の地位で貴乃花に勝ち初金星さらに若乃花との相撲も制し、1横綱1大関に勝ち新三役を期待されたが終盤に負けが込み6勝9敗で負け越した。その後も1998年1月場所でも1横綱1大関(貴乃花と貴ノ浪)に勝ち2個目の金星、1998年3月場所が11勝で初の三賞で敢闘賞獲得、など激しい突き押しを武器に何度か三役昇進が覗える地位に番付を上げる事はあったが昇進はならなかった。元々左手首骨折などに悩まされていたが、2000年1月場所に右アキレス腱を断裂し、以降思うような相撲が取れなくなり十両に陥落する事が多くなった。2001年9月場所に2度目の十両優勝、2002年7月場所で琴光喜に勝った事もあった。しかし2003年11月場所は西十両8枚目の地位で初日から9連敗、10日目を最後に現役を引退し、年寄・枝川（13代）を襲名した。
現在は時津風部屋の部屋付き親方として後進の指導にあたっている。協会では2012年3月場所から審判委員を務めている。
また、師匠不在時の時津風部屋の師匠代行としての役目を務めており、2020年9月11日、協会作成の2019新型コロナウイルス感染対策ガイドラインに違反する行為があったとして、9月場所中は謹慎となった部屋師匠の16代時津風に代わって場所中の部屋を管理し、さらに9月場所後の正代直也の大関昇進伝達式に膵臓炎で緊急手術となった師匠に代わって13代枝川が出席している。また2023年5月31日、同じ時津風一門である霧島鐵力（当日に霧馬山鐵雄から改名）の大関昇進伝達式では、伊勢ノ海理事に同行し、使者を務めた。

## エピソード
取組・番付関係
- 序ノ口ではスタートから最初の場所が7連敗その後の場所も3連敗で合わせて10連敗を喫し、序二段昇進まで1年近くを要していたが、昇進前は4勝3敗と勝ち越し、番付について3場所目にはやはり4勝3敗と勝ち越しているが何故か序ノ口に留め置かれた。
- 貴ノ浪に4勝8敗と比較的強く平成10年以降に限れば4勝3敗と勝ち越した。貴乃花を2度破り金星を獲得した。
- 兄も同部屋の元力士（最高位は序二段）であり、初土俵から1年足らずで廃業している。蒼樹山を名乗るまでは兄の使っていた木の名札をそのまま使用していた[1]。
- 十両であった1994年9月場所、盲腸炎で途中休場。しかし手術後さらしを下腹部に巻いた姿で直ちに再出場し、衆目を驚かせた。
- 1998年1月場所千秋楽、西前頭5枚目でありながら『これより三役』に出場したことがある。これは、対戦相手の武蔵丸（西大関）が、本来であれば終盤に対戦するはずだった貴乃花（東横綱）の休場により上位に対戦する力士がいなくなったためである。なおこの場所の貴乃花は13日目からの休場であるが、前日の12日目は蒼樹山に押し出しで敗れ、2個目の金星を配給した。結果として、貴乃花の休場と、平幕力士としては異例の『これより三役』登場は蒼樹山自身が導いたことになる。『これより三役』は殆どの場合が関脇以上の力士で占められる為、制度上は平幕力士でも出場可能であるが、その機会は当時としては極めて稀であった。ただし、近年は上位陣の成績不振が目立ち、逆に新鋭の若い平幕力士による活躍が目覚ましい[5]ため、平幕力士が『これより三役』に出場する事例が増えてきている。
- 平成以降、負け越しを確定させた後に横綱と対戦して金星を獲得した、唯一の力士である[6]。（上述1998年1月場所12日目）
- 2001年3月場所2日目には、十両の土俵で首を痛め途中休場。このまますべて休場してしまえば幕下陥落が必至だったため、6日目から再出場し8勝4敗3休と見事勝ち越しを決めた。

その他
- 新十両で負け越し幕下に下がった翌場所から「蒼樹山」に改名しているが、「大相撲中継」の雑誌インタビューによると新十両昇進の際には、前場所、幕下の6枚目で5勝2敗の成績だったので、本人も昇進するとは思わなかったらしく改名届は出さずに本名の「寺木」のまま新十両の土俵に上がっている。共同通信社から毎年発刊されている「大相撲力士名鑑」には新十両の時の本名の寺木の四股名が書かれた化粧回し姿の写真が使われていた年がある。
- 角界きっての阪神タイガースの大ファンで知られる。偶然にも初土俵の年と引退した年に阪神が優勝している。また、初土俵直後と引退直前には共に10連敗を喫しており、後日談として「阪神が優勝する年に入門して引退し、両方とも10連敗している。阪神ファンの自分らしくて良い」とも語っている[7]。
- 2007年6月に起こった「時津風部屋力士暴行死事件」で前時津風親方が同年10月に解雇された際に、時津風部屋継承の最有力候補と報道された。しかし、実際には後輩の時津海が継承した。これについては本人が固辞したとの説やかつての師匠の内田勝男（先々代時津風親方）が同じ東京農業大学出身の時津海を優先して枝川の部屋継承を認めなかったとの説があるが、真相は不明である。
- 『鶴瓶の家族に乾杯』（NHK総合テレビ）に浅香山親方（元魁皇）が出演した際、友情出演した。
- 親戚に1998年春夏に近江高校のファーストのレギュラーで甲子園に出場した寺木友彦がいる。
- 2021年1月場所限りで同じ滋賀県出身の琴貫鐵が引退し、鳰の湖が現役でただ一人の滋賀県郷土力士となった際に、2021年1月場所時点で唯一となる郷土出身親方として「寂しいですね」と何度も繰り返し「大津の巡業では、1人でも多く相撲の良さを知ってもらうという気持ちだった。滋賀からもっと力士を志す子が増えればいいんですが…」とコメント[8]。

## 主な成績
- 生涯成績：628勝645敗74休 勝率.493
- 幕内成績：223勝314敗33休 勝率.415
- 現役在位：113場所
- 幕内在位：38場所
- 三賞：1回
  - 敢闘賞：1回（1998年3月場所）
- 金星：2個（貴乃花2個）
- 各段優勝
  - 十両優勝：2回（1993年1月場所、2001年9月場所）

## 場所別成績
| | 一月場所 初場所（東京） | 三月場所 春場所（大阪）  | 五月場所 夏場所（東京） | 七月場所 名古屋場所（愛知） | 九月場所 秋場所（東京）   | 十一月場所 九州場所（福岡） |
| --- | ----------------------- | ------------------------ | ----------------------- | --------------------------- | ------------------------- | --------------------------- |
| 1985年 （昭和60年） | x                       | （前相撲）               | 東序ノ口25枚目 0–7      | 西序ノ口54枚目 3–4          | 東序ノ口39枚目 4–3        | 東序ノ口11枚目 3–4          |
| 1986年 （昭和61年） | 東序ノ口20枚目 4–3      | 東序二段125枚目 2–5      | 西序二段145枚目 4–3     | 東序二段96枚目 3–4          | 西序二段111枚目 5–2       | 西序二段62枚目 3–4          |
| 1987年 （昭和62年） | 東序二段79枚目 4–3      | 西序二段51枚目 3–4       | 東序二段71枚目 5–2      | 東序二段33枚目 5–2          | 西序二段5枚目 3–4         | 東序二段18枚目 6–1          |
| 1988年 （昭和63年） | 西三段目66枚目 5–2      | 西三段目351枚目 3–4      | 西三段目53枚目 4–3      | 西三段目35枚目 4–3          | 西三段目19枚目 5–2        | 東幕下53枚目 3–4            |
| 1989年 （平成元年） | 西三段目5枚目 3–4       | 西三段目18枚目 4–3       | 西三段目3枚目 4–3       | 東幕下50枚目 休場 0–0–7     | 西三段目30枚目 休場 0–0–7 | 東三段目91枚目 4–0–3        |
| 1990年 （平成2年） | 西三段目64枚目 6–1      | 東三段目16枚目 6–1       | 東幕下43枚目 6–1        | 東幕下20枚目 4–3            | 東幕下15枚目 5–2          | 東幕下6枚目 2–5             |
| 1991年 （平成3年） | 西幕下19枚目 1–6        | 東幕下45枚目 5–2         | 西幕下28枚目 5–2        | 西幕下15枚目 5–2            | 西幕下6枚目 5–2           | 東十両13枚目 4–11           |
| 1992年 （平成4年） | 西幕下6枚目 4–3         | 東幕下3枚目 5–2          | 西十両12枚目 10–5       | 東十両4枚目 8–7             | 西十両2枚目 7–8           | 東十両4枚目 休場 0–0–15     |
| 1993年 （平成5年） | 東十両4枚目 優勝 11–4   | 東前頭13枚目 6–9         | 東十両2枚目 9–6         | 西前頭15枚目 5–10           | 東十両5枚目 9–6           | 東十両2枚目 9–6             |
| 1994年 （平成6年） | 西十両筆頭 9–6          | 東前頭16枚目 4–11        | 東十両7枚目 11–4        | 東十両筆頭 7–8              | 東十両4枚目 5–4–6         | 西十両9枚目 9–6             |
| 1995年 （平成7年） | 東十両4枚目 8–7         | 東十両3枚目 7–8          | 西十両5枚目 8–7         | 西十両3枚目 9–6             | 東十両筆頭 8–7            | 西前頭15枚目 9–6            |
| 1996年 （平成8年） | 西前頭11枚目 8–7        | 西前頭2枚目 4–11         | 西前頭7枚目 8–7         | 西前頭筆頭 3–12             | 東前頭6枚目 6–9           | 東前頭10枚目 8–7            |
| 1997年 （平成9年） | 東前頭7枚目 6–9         | 東前頭11枚目 8–7         | 西前頭6枚目 8–7         | 東前頭2枚目 6–9 ★           | 東前頭4枚目 3–12          | 東前頭10枚目 8–7            |
| 1998年 （平成10年） | 西前頭5枚目 6–9 ★       | 西前頭7枚目 11–4 敢      | 西前頭筆頭 3–12         | 西前頭8枚目 8–7             | 東前頭4枚目 5–10          | 東前頭7枚目 8–7             |
| 1999年 （平成11年） | 西前頭3枚目 4–11        | 東前頭8枚目 8–7          | 西前頭4枚目 7–8         | 東前頭5枚目 5–10            | 西前頭8枚目 8–7           | 西前頭4枚目 6–9             |
| 2000年 （平成12年） | 西前頭6枚目 4–10–1      | 東前頭13枚目 休場 0–0–15 | 東前頭13枚目 7–8        | 東前頭14枚目 6–9            | 西十両3枚目 7–8           | 東十両6枚目 5–10            |
| 2001年 （平成13年） | 西十両10枚目 10–5       | 西十両2枚目 8–4–3        | 東十両2枚目 5–10        | 西十両7枚目 8–7             | 西十両5枚目 優勝 12–3     | 東前頭13枚目 4–11           |
| 2002年 （平成14年） | 東十両4枚目 6–9         | 東十両7枚目 8–7          | 東十両3枚目 10–5        | 西前頭12枚目 6–7–2          | 西前頭14枚目 休場 0–0–15  | 西前頭14枚目 6–9            |
| 2003年 （平成15年） | 西十両2枚目 7–8         | 西十両3枚目 10–5         | 西前頭12枚目 7–8        | 西前頭14枚目 4–11           | 東十両6枚目 6–9           | 西十両8枚目 引退 0–10–0     |
| 各欄の数字は、「勝ち-負け-休場」を示す。 優勝 引退 休場 十両 幕下 三賞：敢=敢闘賞、殊=殊勲賞、技=技能賞 その他：★=金星 番付階級：幕内 - 十両 - 幕下 - 三段目 - 序二段 - 序ノ口 幕内序列：横綱 - 大関 - 関脇 - 小結 - 前頭（「#数字」は各位内の序列） |                         |                          |                         |                             |                           |                             |

### 幕内対戦成績
| 力士名   | 勝数 | 負数 | 力士名   | 勝数 | 負数 | 力士名   | 勝数 | 負数 | 力士名   | 勝数 | 負数 |
| -------- | ---- | ---- | -------- | ---- | ---- | -------- | ---- | ---- | -------- | ---- | ---- |
| 安芸乃島 | 6    | 9    | 安芸ノ州 | 0    | 1    | 曙       | 0    | 5    | 朝赤龍   | 0    | 1    |
| 朝乃翔   | 3    | 6    | 朝乃若   | 9    | 6    | 旭豊     | 3    | 4    | 安美錦   | 0    | 2    |
| 岩木山   | 1    | 2    | 潮丸     | 0    | 1    | 恵那櫻   | 0    | 1    | 大日ノ出 | 3    | 2    |
| 小城錦   | 7    | 4    | 小城ノ花 | 4    | 0    | 魁皇     | 1    | 4    | 海鵬     | 4    | 3    |
| 春日富士 | 2    | 1    | 巌雄     | 5    | 2    | 北勝鬨   | 4    | 3    | 北桜     | 0    | 1    |
| 旭鷲山   | 7    | 5    | 旭天鵬   | 2    | 2    | 旭道山   | 1    | 2    | 鬼雷砲   | 2    | 2    |
| 霧島     | 1    | 1    | 金開山   | 2    | 1    | 久島海   | 1    | 1    | 剣晃     | 2    | 2    |
| 光法     | 1    | 0    | 五城楼   | 1    | 1    | 琴稲妻   | 6    | 5    | 琴ヶ梅   | 1    | 0    |
| 琴椿     | 1    | 0    | 琴錦     | 3    | 2    | 琴ノ若   | 3    | 8    | 琴富士   | 0    | 3    |
| 琴別府   | 3    | 1    | 琴光喜   | 1    | 1    | 琴龍     | 7    | 8(1) | 小錦     | 3    | 3    |
| 敷島     | 8    | 5    | 十文字   | 1    | 3    | 戦闘竜   | 0    | 1    | 大至     | 1    | 3    |
| 大翔鳳   | 3    | 1    | 大翔山   | 1    | 0    | 大善     | 1    | 2    | 大飛翔   | 2    | 1    |
| 貴闘力   | 4    | 12   | 隆の鶴   | 1    | 0    | 貴ノ浪   | 4    | 8    | 貴乃花   | 2    | 9    |
| 隆乃若   | 1    | 0    | 玉春日   | 9(1) | 10   | 玉力道   | 0    | 3    | 千代大海 | 1    | 1    |
| 千代天山 | 3    | 2    | 出島     | 0    | 7    | 寺尾     | 6    | 7    | 闘牙     | 3    | 4    |
| 土佐ノ海 | 2    | 7    | 栃東     | 2    | 2    | 栃栄     | 0    | 3    | 栃乃洋   | 0    | 6    |
| 栃乃花   | 1    | 1    | 栃乃藤   | 0    | 1    | 栃乃和歌 | 3    | 3    | 智ノ花   | 1    | 2    |
| 豊ノ海   | 1    | 1    | 浪乃花   | 1    | 3    | 濵錦     | 1    | 0    | 濱ノ嶋   | 6    | 8    |
| 追風海   | 2    | 1    | 肥後ノ海 | 7    | 14   | 日立龍   | 1    | 0    | 武雄山   | 1    | 3    |
| 北勝力   | 1    | 0    | 舞の海   | 2    | 1    | 三杉里   | 1    | 0    | 水戸泉   | 5    | 6    |
| 湊富士   | 7    | 9    | 雅山     | 2    | 1    | 武蔵丸   | 0    | 10   | 武双山   | 2    | 8    |
| 大和     | 1    | 1    | 力櫻     | 0    | 2    | 若翔洋   | 1    | 0    | 若の里   | 2    | 0    |
| 若ノ城   | 2    | 2    | 若乃花   | 1    | 7    | 和歌乃山 | 1    | 4    |          |      |      |

## 改名歴
- 寺木 秀樹（てらき ひでき）1985年3月場所 - 1991年11月場所
- 蒼樹山 秀樹（あおぎやま－）1992年1月場所 - 2000年7月場所
- 蒼樹山 秀輝（あおぎやま－）2000年9月場所 - 2001年9月場所
- 蒼樹山 秀樹（あおぎやま－）2001年11月場所 - 2003年11月場所

## 年寄変遷
- 枝川 秀樹（えだがわ ひでき）2003年11月18日-